# Crithagra scotops
Crithagra scotops é uma espécie de ave da família Fringillidae.
Pode ser encontrada nos seguintes países: África do Sul e Essuatíni.
Os seus habitats naturais são: florestas subtropicais ou tropicais húmidas de baixa altitude e regiões subtropicais ou tropicais húmidas de alta altitude.